# Musse Pigg som trädgårdsmästare
Musse Pigg som trädgårdsmästare (engelska: Mickey Cuts Up) är en amerikansk animerad kortfilm med Musse Pigg från 1931.

## Handling
Musse Pigg och Mimmi Pigg bor grannar med varandra och har varsin trädgård. De sjunger och dansar med ett gäng fåglar, men så förstörs stämningen när Musses hund Pluto jagar en katt.

## Om filmen
Filmen är den 35:e Musse Pigg-kortfilmen som producerades och den elfte som lanserades år 1931.
Filmen hade svensk premiär den 13 januari 1933 på biografen Auditorium och visades som extrafilm efter långfilmen Männen i hennes liv (engelska: Men in Her Life) från 1931 med Lois Moran i huvudrollen.

## Rollista
- Walt Disney – Musse Pigg
- Marcellite Garner – Mimmi Pigg
- Pinto Colvig – Pluto, Musse Piggs grymtningar samt en av hans repliker
- Purv Pullen – katt
- Marion Darlington – fåglar, Musse och Mimmis viskningar[6]